# Still Life (film 2006)
Still Life (三峡好人S, Sānxiá hǎorénP) è un film del 2006 diretto da Jia Zhangke.
La pellicola ha vinto il Leone d'oro alla Mostra del Cinema di Venezia del 2006.

## Trama
Han Sanming arriva a Fengjie alla ricerca di sua moglie, che lo ha abbandonato sedici anni prima portandosi via la figlia appena nata. Scopre che le due non vivono più lì ma nessuno sa di preciso dove si siano trasferite. Il fratello della donna gli dice che forse questa ripasserà in futuro e così l'uomo si fa assumere come demolitore e si stabilisce in città.
Nello stesso luogo arriva Shen Hong, in cerca del proprio marito che se ne è andato due anni prima e che da allora non si è quasi più fatto vivo. Un conoscente del marito le dà una mano a rintracciarlo e, quando i due finalmente s'incontrano, la donna reagisce con estrema freddezza e se ne va. Quando il marito la raggiunge e la trattiene, Shen Hong gli dice di avere una relazione con un altro e di volere il divorzio, dopodiché i due si lasciano.
Ad un certo punto il cognato di Han Sanming gli fa sapere che la moglie è tornata. I due s'incontrano ma la figlia non c'è, lavora in una città più a sud. La donna invece lavora su una barca, facendo praticamente la serva a causa dei debiti di suo fratello. Han Sanming vorrebbe portarla via con lui ma per poterlo fare deve prima pagare i debiti. Visto che è una grande somma decide di tornare al suo villaggio d'origine a fare il minatore, dove riceve una paga molto maggiore di quella da demolitore. I suoi colleghi decidono di seguirlo, anche se lui li avverte che è un lavoro in cui si rischia la vita. Il gruppo parte, e sullo sfondo vediamo un uomo che cammina in equilibrio su una corda tesa a grande altezza.

## Produzione

### Ambientazione
Il film è stato girato nella cittadina cinese di Fengjie, uno dei luoghi destinati a scomparire a causa della realizzazione della diga delle Tre gole, un mastodontico progetto del governo cinese le cui enormi dimensioni hanno reso necessario lo smantellamento di numerosi centri urbani e l'evacuazione di più di un milione di persone. Il progetto è molto controverso e ha causato molte critiche, ma in questo caso il regista è riuscito a mantenere una visione abbastanza imparziale e oggettiva, e il film è stato approvato dalle autorità cinesi, cosa che spesso non era avvenuta per altri film dello stesso Jia Zhangke e di suoi colleghi.
Quando il film è stato girato, la cittadina era già in parte stata allagata ed evacuata, mentre gli edifici restanti venivano demoliti e gli abitanti pian piano venivano evacuati. Questa situazione contribuisce a dare al film una particolare atmosfera di desolazione e di malinconia, e sembra sottolineare le problematiche che affrontano i protagonisti: bisogna fare i conti con gli eventi che costringono a ripensare ogni volta la propria vita, ricostruirla sulle macerie del passato, lottando contro lo scorrere del tempo.
La singolare costruzione che compare in alcune scene per del film (per poi decollare come un missile) è il Monumento al Progresso e alla Prosperità (Fengjie, The Monument To Progress And Prosperity, Chongqing Municipality).

## Riconoscimenti
- 2006 - Mostra internazionale d'arte cinematografica
  - Leone d'oro al miglior film